# داميان هوغو فيليب فون شونبورن
داميان هوغو فيليب فون شونبورن (بالألمانية: Damian Hugo Philipp von Schönborn-Buchheim)‏ (و. 1676 – 1743 م) هو كاهن كاثوليكي ألماني، ولد في ماينتس، توفي في بروخزال، عن عمر يناهز 67 عاماً.

## مناصب
تولى منصب أسقف كاثوليكي (منذ 24 فبراير 1721)
- كاردينال (منذ 29 مايو 1715)[3]
- مطران  [لغات أخرى]‏
- مطران  [لغات أخرى]‏

.